# Gara Ciulnița
Gara Ciulnița este o stație de cale ferată care deservește comuna Dragalina, județul Călărași, România. Este denumită după satul Ciulnița din județul Ialomița, aflat la 20 km pe șosea, dar care la data construcției căii ferate (stația deschisă la 17/29 noiembrie 1886) era cel mai apropiat. Gara este nod feroviar, aici întâlnindu-se căile ferate București–Constanța și Slobozia–Călărași.